# Nine Mile
Nine Mile és un barri de la parròquia Saint Ann Parish, Jamaica, a uns quilòmetres al sud de Brown City.

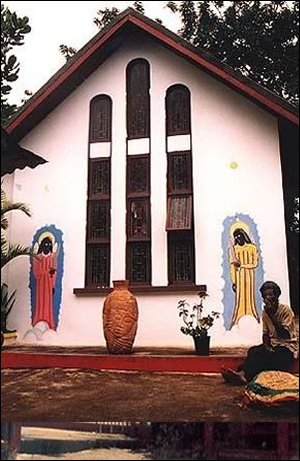
Mausoleu Marley

És famós per ser la bressola del llegendari pacifista i cantant de reggae, Bob Marley. La casa pairal del cantant va ser declarada patrimoni nacional pel govern jamaicà. S'hi ha construït els mausoleus de Bob Marley, de la seva mare i del seu germanastre, que és gestionat per les descendents del cantant. Hi ha visites guiades per la seva casa amb guies rasta. Tot a vora hi ha el mont Zion Rock on el cantant solia meditar i la roca «coixí» on es va descansar i que és mencionada a la canció Talking Blues.